# Рамзау-им-Циллерталь
Рамзау-им-Циллерталь (нем. Ramsau im Zillertal) — коммуна в Австрии, в федеральной земле Тироль.
Входит в состав округа Швац. Площадь коммуны составляет 8,95 км², население — 1670 человек (1 января 2021), плотность населения — 186 чел./км². Официальный код  —  70922.

## Население
| Год  | Численность |
| ---- | ----------- |
| 1869 | 387         |
| 1889 | 379         |
| 1890 | 368         |
| 1900 | 368         |
| 1910 | 358         |
| 1923 | 362         |
| 1934 | 496         |
| 1939 | 486         |
| 1951 | 571         |
| 1961 | 644         |
| 1971 | 824         |
| 1981 | 1007        |
| 1991 | 1166        |
| 2001 | 1420        |
| 2011 | 1568        |
| 2021 | 1670        |

## Политическая ситуация
Бургомистр коммуны — Франц Раух (местный блок) по результатам выборов 2004 года.
Совет представителей коммуны (нем. Gemeinderat) состоит из 13 мест.
- местный блок: 7 мест.